# Koliu Ficeto
Nikola Ficev (Drianovo, 1800 - 1881), cunoscut sub numele de Kolyu Ficeto, a fost un arhitect, constructor și sculptor emblematic pentru perioada renașterii bulgare.
Printre construcțiile sale, emblematice pentru stilul bulgăresc, menționăm: Podul Belenski, Catedrala Sfânta Treime din Sviștov, Podul acoperit de la Loveci, Primăria din Veliko Târnovo, Biserica din Drianovo.

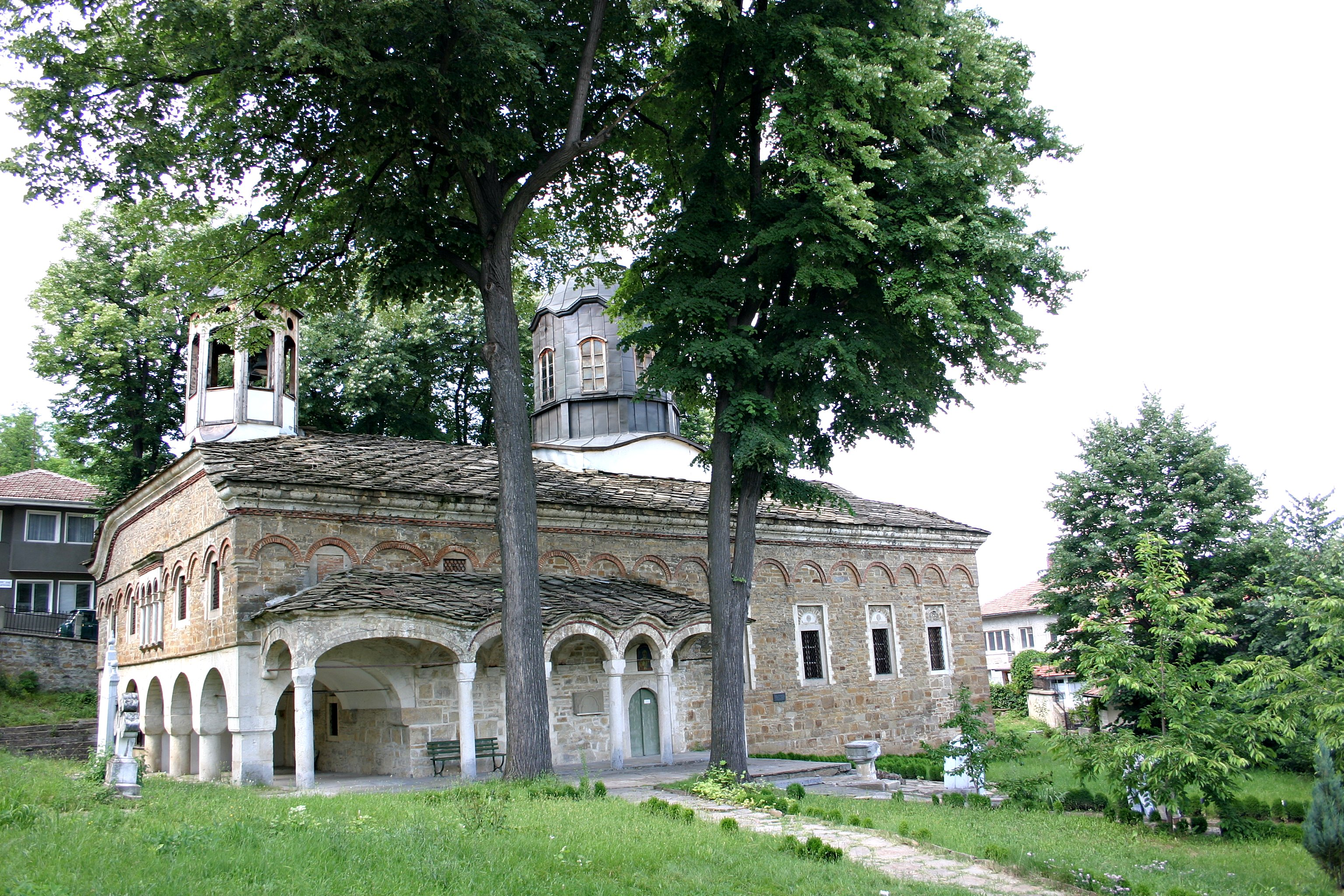
Biserica din Drianovo, construită după planurile lui Ficev
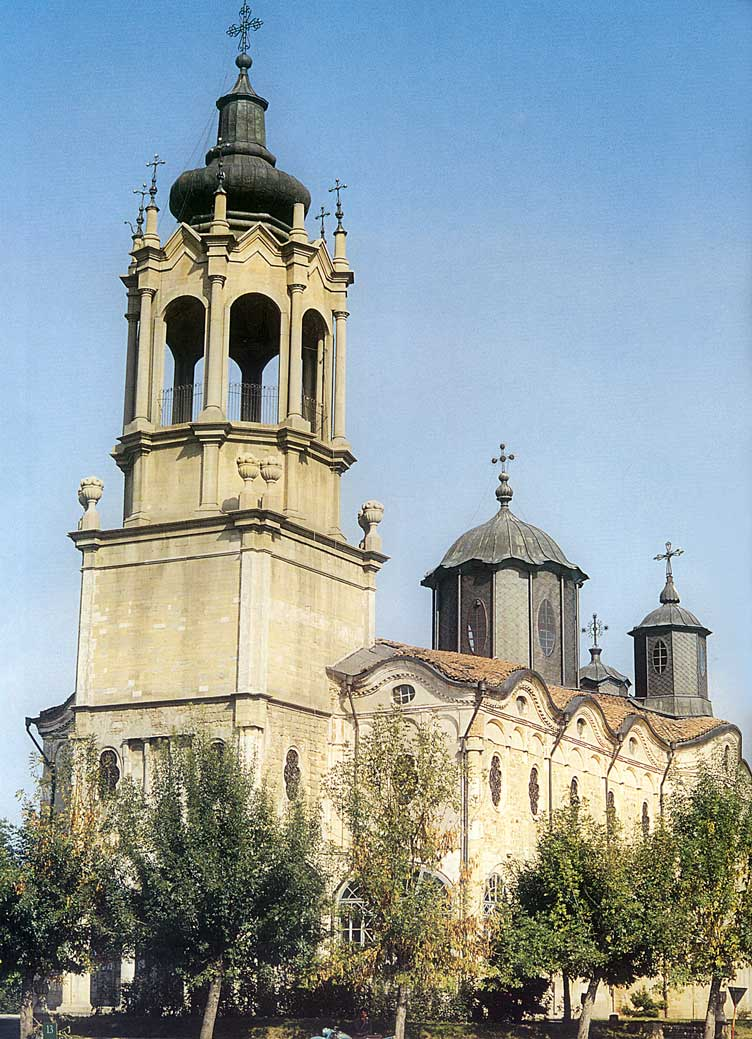
Catedrala „Sfânta Treime“ din Sviştov (1867)